# Adolf Zycha
Adolf Zycha (* 17. Oktober 1871 in Wien; † 19. November 1948 in Bonn) war ein österreichischer Rechtshistoriker.

## Leben
Adolf Zycha studierte ab 1889 Rechtswissenschaft an der Universität Wien. Nach seinen Staatsprüfungen und der Promotion (1895) trat er als „rechtskundiger Berater des Magistrats“ in den Verwaltungsdienst der Stadt Wien.
1898 wurde er a.o. Professor an der Universität Freiburg im Üechtland in Nachfolge Leo von Savignys. In Freiburg habilitierte er sich 1899.
An der Deutschen Universität Prag wurde er 1903 a.o. Professor und 1906 o. Professor. 1915/16 war er Rektor der Universität.
1919 folgte der Ruf der Universität Gießen auf den Lehrstuhl für Rechtsgeschichte als Nachfolger Edwin Mayer-Hombergs (1881–1920).
Als Ordinarius für Deutsches Recht trat er 1923 die Nachfolge von Martin Wolff an der Rheinischen Friedrich-Wilhelms-Universität Bonn an. 1932 wurde er zum Rektor der Universität Bonn gewählt. Wegen seiner Haltung gegenüber den nationalsozialistischen Angriffen auf die Universitätsverfassung wurde er als Rektor am 27. April 1933 abgelöst. Beigetragen zu seiner Ablösung hatte auch die Tatsache, dass er mit einer „Nichtarierin“ verheiratet war. Vier der sechs Bonner Rektoren in der Zeit des Nationalsozialismus waren im Mai 1933 in die NSDAP eingetreten, nicht jedoch Zycha. 1937 wurde er emeritiert.
Kurz nach seinem 77. Geburtstag gestorben, wurde Adolf Zycha im Ehrengrab 23 auf dem Poppelsdorfer Friedhof beigesetzt.

## Schriften
- Das böhmische Bergrecht des Mittelalters auf Grundlage des Bergrechtes von Iglau, Berlin 1900.
- Die Quellen des Iglauer Bergrechts, 1900.
- Die Geschichte des Iglauer Bergrechts und die böhmische Bergwerksverfassung, 1900.
- Grundriss der Vorlesungen über deutsche Rechtsgeschichte, 1910 (42 Seiten), 4. Auflage 1920 (36 S.), 5. Auflage 1929 (36 S.), Prag 1912.
- Über den Ursprung der Städte in Böhmen und die Städtepolitik der Premysliden, 1914.
- Zur neuesten Literatur über die Wirtschafts- und Rechtsgeschichte der deutschen Salinen. In: Vierteljahrschrift für Sozial- und Wirtschaftsgeschichte (VSWG) 14 (1918), S. 88–129 und 165–205.
- Deutsche Rechtsgeschichte der Neuzeit, Weimar 1937. – 2. unveränderte Auflage 1949.
- Über die Anfänge der kapitalistischen Ständebildung in Deutschland. In: VSWG 31 (1938), S. 209–241
- Kampf der Deutschen um ihr Recht in Böhmen, 1940.
- Zur neuesten Literatur über die Wirtschafts- und Rechtsgeschichte des deutschen Bergbaues. In: VSWG 34 (1941), S. 41–65.